# 내털리 켈리
내털리 켈리(Nathalie Kelley, 1985년 10월 5일 ~ )는 오스트레일리아의 배우이다.

## 출연 작품
- 트레저 헌터 플린 (2018)
- 언리얼 (2015)
- 인필트레이터스 (2014)
- 지하 탐험 (2011)
- 테이크 미 홈 투나잇 (2011)
- 로디드 (2008)
- 패스트 & 퓨리어스 - 도쿄 드리프트 (2006)